# Tomești
Tomești é uma comuna romena localizada no distrito de Hunedoara, na região histórica da Transilvânia. A comuna possui uma área de 59.42 km² e sua população era de 1191 habitantes segundo o censo de 2007.